# May (Vorname)
May ist ein weiblicher Vorname. Der Name ist abgeleitet aus dem Lateinischen. Dort ist Maia eine Göttin der römischen Mythologie, die mit dem Monat Mai und dem Frühling in Verbindung gebracht wird.

## Namenstage
Namenstage sind der 20. Februar, der 9. April, der 15. August, der 12. September und der 8. Dezember.

## Bekannte Namensträgerinnen
- May Ayim (1960–1996), deutsche Dichterin, Pädagogin und Aktivistin der afrodeutschen Bewegung
- May Berenbaum (* 1953), US-amerikanische Entomologin
- May Britt (* 1933), schwedische Schauspielerin.
- May Calamawy (* 1986), ägyptisch-palästinensische Schauspielerin
- May Chidiac (* 1966), libanesische Journalistin
- May Edward Chinn (1896–1980), US-afroamerikanische Ärztin und medizinische Forscherin
- May East (* 1952),  brasilianische Sängerin und Aktivistin für Themen der Nachhaltigkeit
- May Hofer (1896–2000), Südtiroler Textil- und Emaillekünstlerin (Künstlername)
- May Irwin (1862–1938), kanadische Sängerin und Schauspielerin, ein Star des Vaudeville-Theaters
- May Leggett Abel (1867–1952), US-amerikanische Violinistin und Musikpädagogin
- May Menassa (1939–2019), libanesische Journalistin, Schriftstellerin, Chefredakteurin, Kritikerin und Übersetzerin
- May Morris (1862–1938), britische Unternehmerin und Produktdesignerin für Bunt- und Weißstickerei und Sozialistin
- May Nilsson (1921–2009), schwedische Skirennläuferin
- May Picqueray (1898–1983), französische Autorin, Widerstandskämpferin und militante Anarchistin
- May Robson (1858–1942), australische Schauspielerin
- May Sarton, Pseudonym der US-amerikanischen Dichterin Eleanore Mario Sarton (1912–1995)
- May Sinclair (1863–1946), britische Schriftstellerin, Literaturkritikerin und Suffragette
- May Skaf (1969–2018), libanesisch-syrische Film- und Fernsehschauspielerin, Comedian und Aktivistin
- May Abel Smith (1906–1994), Mitglied der britischen Königsfamilie, Urenkelin von Königin Victoria
- May Sutton (1886–1975), US-amerikanische Tennisspielerin
- May Warden (1891–1978), britische Schauspielerin
- May Whitty (1865–1948), englische Schauspielerin
- May Wood Simons (1876–1948), amerikanische Autorin und Frauenrechtlerin
- May Ziade (1886–1941), libanesisch-palästinensische Dichterin, Essayistin und Übersetzerin